# Монтечиккардо
Монтечиккардо (итал. Monteciccardo) — коммуна в Италии, располагается в регионе Марке, в провинции Пезаро-э-Урбино.
Население составляет 1670 человек (2008 г.), плотность населения составляет 65 чел./км². Занимает площадь 26 км². Почтовый индекс — 61020. Телефонный код — 0721.
Покровителем коммуны почитается святой Себастьян, празднование 20 января.

## Демография
Динамика населения:

## Администрация коммуны
- Официальный сайт: http://www.comune.monteciccardo.pu.it/